# Kimjongilia (documentário)
Kimjongilia (em coreano:  김정일리아) é um documentário estado-unidense realizado e escrito por N.C. Heikin, que relata as histórias dos sobreviventes dos campos de prisioneiros da Coreia do Norte e dos fugitivos do país. Estreou-se no Festival Sundance de Cinema a 18 de janeiro de 2009. Também foi exibido na Mostra Internacional de Cinema de São Paulo a 25 de outubro de 2009.

## Conteúdos
A vida na Coreia do Norte é examinada através das entrevistas com os desertores norte-coreanos. Incluindo as histórias das pessoas que cumpriram pena nos campos de concentração da Coreia do Norte, ex-oficiais militares e artistas, entre outras.
O título é uma referência a uma variedade de flor homónima, batizada em homenagem ao ditador norte-coreano. Mas o termo também pode ser aplicado ao próprio ditador da Coreia do Norte, Kim Jong-il.

## Receção
Kimjongilia teve um lançamento limitado nos cinemas dos Estados Unidos e foi recebido com críticas geralmente mistas. No sítio Metacritic, tem uma pontuação média de 44/100, baseada em quatro críticas, já no sítio Rotten Tomatoes, o filme possui uma classificação de 60/100, baseada em dez avaliações. Em ambos os sítios Metacritic e Rotten Tomatoes, os comentários do público são mais favoráveis que as avaliações dos críticos.